# Namu
Namu (auch Namo, Roß- oder Mosquilloinseln) ist ein Atoll der Ralik-Kette der Marshallinseln. Das Atoll hat eine Landfläche von 6,27 km², die eine Lagune von 397,12 km² umschließt. Das nächste Atoll, Ailinglapalap, liegt 50 km südöstlich.
Auf dem Atoll wachsen unter anderem Pandanus-Bäume, Kokospalmen, Brotfruchtbäume, Bananen und Kürbisse.
Das Atoll hat 525 Einwohner (Stand 2021). Die Bewohner leben von Fischfang, Tourismus und der Herstellung von Kopra.